# Cheick Diallo
Pour les articles homonymes, voir Diallo.
 (octobre 2016).
Cheick Diallo, né au Mali en 1960, est un designer malien, architecte de formation. Il est le fondateur de l'Association des Designers Africains (ADA) qu'il préside depuis 2004.

## Biographie

### Formations
Cheick Diallo découvre le design dans les années 1980 lors de ses études d’architecture à Rouen en France et poursuivra sa formation à l’École nationale supérieure de création industrielle (ENSCI, Paris en étude et création de mobilier, ECM) de 1992 à 1994. 

### Son œuvre
Il œuvre à la fois en France et au Mali. Il a travaillé avec plusieurs agences d’architecture françaises, tout en poursuivant ses recherches et ses réalisations dans le domaine du design.   
À travers son travail, il ressuscite les matériaux pauvres qu’il trouve au Mali : métal de récupération, plastique, papier d’emballage, tissu, bois, terres pour réaliser du mobilier et des objets fonctionnels et décoratifs. 
Ses pièces, qu’il produit lui-même, sont réalisées sur place, à la main par des artisans locaux : tisserands, forgerons, bijoutiers, cordonniers, sculpteurs, potiers dont il utilise les savoir-faire et la maîtrise.
Mandaté par l’organisme USAID (Agence américaine pour le développement international au Mali), Cheick Diallo aide également les entreprises et les artisans à améliorer les produits à l’export, tant sur le plan technique que stylistique. Et parce qu’il n’y a pas d’écoles de design au Mali, son engagement le conduit régulièrement à encadrer des ateliers de design et à organiser des work shops. 

## Récompenses
En 1993, il est lauréat d’un concours organisé par le Musée des Arts Décoratifs de Paris, avec sa chaise « Rivale » et son lampadaire « Ifen ». En 2006, il reçoit le 1er prix du SIDIM (Salon International du Design Intérieur de Montréal). Ses créations sont régulièrement exposées dans de nombreux salons français et étrangers et dans des biennales. 

## Expositions et réalisations
- 2013, "Design in Afrique", Musée Dapper, Paris (France)
- 2012, "Visions africaines", Galerie Perimeter, Paris (France)
- Du 23 juin au 13 décembre 2012,"Made in Mali. Cheick Diallo, designer", Musée Mandet, Riom (France) : première grande exposition personnelle.

- 2011, "Dogon", Musée du Quai Branly, Paris (France)

- 2011, "Global art", MAD Museum of Art and Design, collection mobilier. New York (États-Unis)

- Du 11 février au 11 mars 2010, "SO MASIRI. Design made in Mali", Musée national du Mali, Bamako (Mali)
- 2008, "Design in Daba", Le Cap (Afrique du Sud)
- 2008, "Biennale Dak’art", Dakar (Sénégal)
- 2007, "Design et recyclage", Maison de l’Environnement. Aulnay-sous-bois (France)
- 2007, Kinnarps, Orgeval (France)
- 2007, Biennale de Design, Gwangju (Corée du Sud)
- 2006, Biennale Dak’art, Dakar (Sénégal)
- 2006, Biennale de Design (Liège / Belgique)
- 2005, Galerie Rossana Orlandi, Milan (Italie)
- 2005, Exposition Saline, Arc-et-Senans (France)
- 2005, Réalisation des trophées pour la langue française
- 2005, Réalisation des mobiliers du Centre Culturel Français, Bamako (Mali)
- 2004-2007, "Africa Remix", Musée Kunst Palast, Düsseldorf (Allemagne), Hayward Gallery, Londres (Royaume-Uni), Centre Pompidou, Paris (France), Mori Art Museum, Tokyo (Japon), Moderne Museet, Stockholm (Suède), Johannesburg Art Gallery, Johannesburg (Afrique du Sud).
- 2004, Atelier Résidence Exposition Beauté Afriques « Le lieu unique ».
- 2002, "L’éloge de l’ombre", Galerie Hélène Lamarque, Rouen (France)
- 2001, "Afrique en créations", Médiathèque de Massy-Palaiseau (France)
- 2000, "Artisanat design", Palais des Congrès, Bamako (Mali)
- 2000, "La cour africaine", AFAA, Lille (France)